# دير سانت ترينيتي
دير سانت ترينيتي (بالفرنسية: Abbaye de la Sainte-Trinité)‏ المعروفة باسم دير السيدات وهو دير راهبات قديم في بلدية كان في نورماندي، والآن موطن للمجلس الإقليمي لنورماندي.

## تاريخ
تأسس الدير كدير للراهبات البينديكتين في أواخر القرن الحادي عشر من قبل ويليام الفاتح وزوجته ماتيلدا من فلاندرز باسم دير السيدات. بدأت الأعمال في عام 1062، بدءًا من الجزء الخلفي، وانتهت في عام 1130. ودُفنت ماتيلدا، التي توفيت عام 1083، في الجوقة تحت لوح من الرخام الأسود.

## مدفنون
- ماتيلدا فلاندرز
- سيسيليا نورماندي

## بنيان
للواجهة برجان كبيران على جانبين الكنيسة، ولكل منهما أبواب تؤدي إلى الممرات الداخلية. تجويف الخليج المركزي يردد صدى سقف الصحن. يصور طبلة البوابة المركزية الثالوث والأربعة الوحوش المروعة، ورموز الإنجيليون الأربعة .
يعلو صحن الكنيسة رواق ثلاثي. يوجد فوق الممرات قبو أعلى السقف، وهو الأول من نوعه الذي بني في نورماندي عام 1130. ويضم الجناح الواقع في وسط الكنيسة المذبح الرئيسي. تم تصميم الجناح الشمالي على الطراز الرومانسكي، ويفتح فوق حنية صغيرة (كنيسة القربان المقدس ) التي تضم بيت القربان . يتميز الجناح الجنوبي بأعمدة قوطية مدمجة في الزخرفة الرومانية.
تنتهي الجوقة بحنية مزينة بأربعة أعمدة ومعرض بأشكال رائعة. يوجد أيضًا سرداب على شرف القديس نيكولاس.